# Lasioglossum punctatum
Lasioglossum punctatum là một loài Hymenoptera trong họ Halictidae. Loài này được Smith mô tả khoa học năm 1858.